# Лёгкие цепи иммуноглобулинов

Схематическая диаграмма типичного антитела. Синим показаны две тяжёлых цепи, соединённых дисульфидными связями с лёгкими цепями (показаны зелёным). Показаны константный (C) и вариабельный (V) домены.

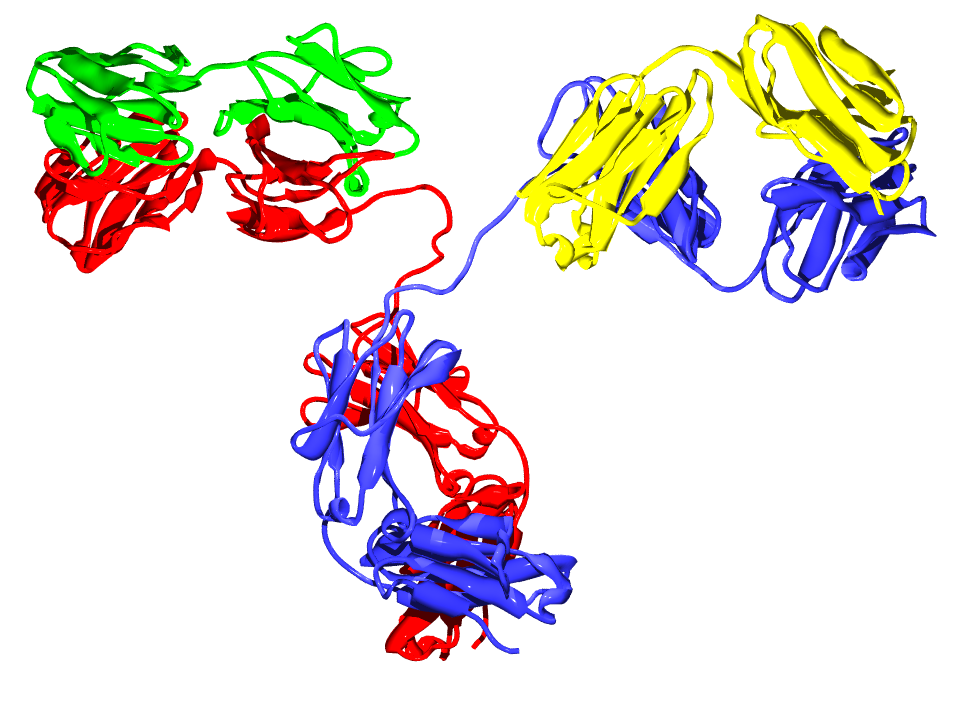
Иммуноглобулин класса G. Две тяжёлые цепи показаны синим и красным, две лёгкие — зелёным и жёлтым.

Лёгкие цепи иммуноглобулинов (Immunoglobulin light chains) — это белковые субъединицы иммуноглобулинов. Молекулы иммуноглобулинов класса G состоят из двух лёгких и двух тяжёлых цепей. Лёгкие цепи иммуноглобулинов имеют молекулярную массу около 28 кДа.

## У млекопитающих
У млекопитающих и человека представлены два типа лёгких цепей
- лямбда (lambda, λ) цепи (1, 2, 3, и 4)
- каппа (kappa, κ) цепи (только один тип)

Антитела образуются B-лимфоцитами, которые экспрессируют только один класс лёгких цепей в течение жизни. Отношение каппа цепей к лямбда цепям у здоровых людей приблизительно составляет 65 к 35, причём уровни часто сильно изменяются при новообразованиях.

## У других животных
Лёгкие цепи иммуноглобулинов у тетрапод классифицируют на каппа (κ), лямбда (λ), и сигма (σ) классы. Различия между κ, λ, и σ изотипами предшествовали эволюционной радиации тетрапод. Изотип σ был утерян амфибиями до возникновения линии рептилий.
Другие типы лёгких цепей могут быть обнаружены у низших позвоночных, например, лёгкие цепи йота изотипа у Chondrichthyes and Teleostei.
У верблюдов есть антитела, имеющие только две тяжёлые цепи и не имеют лёгких. Функциональное назначение этого процесса в настоящее время не выяснено. Однако типичные антитела тоже присутствуют.

## Строение
Лёгкие цепи одного антитела всегда идентичны. Каждая лёгкая цепь содержит два последовательно соединённых иммуноглобулиновых домена:
- один константный домен ()
- и один вариабельный домен () отвечающий за связывание антигена

Приблизительная длина одной лёгкой цепи — 211—217 остатков аминокислот.

## Патология
Новообразования плазматических клеток, например, в случае множественной миеломы, могут секретировать лёгкие цепи иммуноглобулинов, которые называются белками Бенс-Джонса. 